# Davide Massa
Davide Massa (Imperia, 15 luglio 1981) è un arbitro di calcio italiano.

## Carriera

### Anni 2000
Arbitro effettivo dal gennaio 1997, appartiene alla sezione AIA di Imperia. Laureato in giurisprudenza presso l'Università degli Studi di Genova, svolge la professione di bancario. Dopo l'iter nelle categorie inferiori, viene promosso in C.A.N. C nell'estate del 2006.

### Anni 2010
In tale categoria colleziona quattro anni di permanenza e nel luglio del 2010 ottiene il passaggio alla C.A.N. B. La partita d'esordio in Serie B fu Vicenza-Portogruaro, disputatasi il 28 agosto 2010. Successivamente, da agosto a gennaio, colleziona altre dieci presenze, per un totale di undici a metà campionato.
Arriva anche l'esordio in Serie A, che avviene il 23 gennaio 2011 in Fiorentina-Lecce. Per la sezione AIA di Imperia si tratta del primo arbitro in assoluto ad esordire in Serie A.
A fine stagione riceve la designazione per l'andata di una delle due gare dei play-off di Serie B tra Padova e Varese, disputata il 2 giugno; con questa designazione si aggiudica un primato: infatti è il primo arbitro debuttante della C.A.N. B ad essere designato per una gara di play-off o play-out. Alla fine della stagione 2010-2011, ha collezionato venti presenze in Serie B più la gara dei play-off, risultando così l'arbitro neo-immesso (cioè non proveniente dalla scissione della C.A.N. A-B, ma promosso dalla C.A.N. PRO) con più gare in Serie B e, inoltre, il neo-immesso con più presenze in Serie A.
Nel giugno 2012 è designato dalla CAN B per dirigere una delle due semifinali di ritorno playoff, per l'accesso in serie A, tra Hellas Verona e Varese.
Il 2 luglio 2012 viene promosso nella CAN A e nello stesso anno viene insignito del prestigioso "Premio Bernardi" assegnato dalla sezione arbitri di Bologna al miglior esordiente in serie A.
Nel dicembre 2013 si apprende la sua nomina al rango di internazionale con decorrenza dal 1º gennaio 2014: è inserito nella "second class" UEFA insieme al collega Marco Guida.
Nell'estate 2014 debutta nelle coppe europee e più precisamente in Europa League dirigendo due gare dei turni preliminari: il 17 luglio Elfsborg-Inter Baku (0-1) e il 31 luglio a Žilina (Slovacchia) il match tra il Trenčín e gli inglesi dell'Hull City, terminato 0 a 0.
Nel luglio 2015 rappresenta la classe arbitrale italiana alla 28ª edizione delle Universiadi in programma a Gwangju, nella Repubblica di Corea.
Nel luglio 2017 è selezionato dall'UEFA per dirigere alcune gare degli Europei under 19 in Georgia (tra cui la semifinale Inghilterra-Rep. Ceca). Poco dopo, viene resa nota la sua designazione in qualità di arbitro addizionale per la Supercoppa UEFA 2017, da disputarsi il successivo 8 agosto 2017 a Skopje tra Real Madrid Club de Fútbol e Manchester United Football Club, diretta dal connazionale Gianluca Rocchi.
Nell'agosto 2017 è designato per la Supercoppa Italiana, disputatasi nell'occasione tra Juventus e Lazio.
A giugno 2018 viene promosso dalla UEFA nella categoria di merito “first class” e il 6 novembre seguente viene designato per la prima volta in carriera in UEFA Champions League, dirigendo Porto-Lokomotiv Mosca, match finito 4-1 per la squadra di casa.
Nel maggio 2019 è selezionato dalla FIFA per il mondiale under 20 in Polonia.

### Anni 2020
Il 1º settembre 2020 viene inserito nell'organico della CAN A-B, nata dall’accorpamento di CAN A e CAN B: dirigerà sia in Serie A che in Serie B.
Dal 1º gennaio al 31 dicembre 2021 figura nella lista dei Video Match Officials (ufficiali di gara che svolgono la funzione di VAR) della FIFA.
Il 17 maggio 2021 viene resa nota la sua designazione per la finale di Coppa Italia tra Atalanta e Juventus.
Dal 1º gennaio 2022 è inserito dalla UEFA nella categoria Elite.
Nell'aprile 2023, insieme al collega Marco Piccinini, viene chiamato ad arbitrare Olympiacos-AEK Atene, valida per Souper Ligka Ellada: al termine della partita, in seguito allo scoppio di tumulti tra le tifoserie, è stato colpito mentre rientrava negli spogliatoi.
Il 12 settembre 2022 dirige l'amichevole Scozia-Inghilterra, la più antica rivalità tra nazionali nella storia del calcio (la prima partita tra Scozia e Inghilterra avvenne nel 1872) su richiesta della Federazione Scozzese all'AIA di affidare la direzione della partita ad una squadra arbitrale interamente italiana.
Il 7 giugno viene chiamato per dirigere la partita Albania-Serbia per le qualificazioni alla Coppa del Mondo 2026.